# 리사 제인
리사 제인(Lisa Zane, 1961년 4월 5일 ~ )는 미국의 배우, 싱어송라이터, 성우이다.
시카고에서 태어났다.

## 출연 작품
- 머더 인 마이 하우스 (2006년)
- 크루얼 벗 네시서리 (2005년)
- 포인트 플레전트 (2005년)
- 다이노토피아 (2002년)
- The Secret Pact (1999)
- 포이즌 (1999년)
- 프로피트 (1996년)
- 죽음의 처방 (1996년)
- 매그넘 6 (1996년)
- 허 데들리 라이벌 (1995년)
- 터프가이 (1995년) - 펄 역
- 플라운딩 (1994년)
- 언베일드 (1994년)
- 내츄럴 셀렉션 (1994년)
- 베이브 루스 (1991년)
- 너무도 매력적인 여자 (1991년)
- 나이트메어 6: 프레디 죽다 (1991년)
- 뱃 인플루언스 (1990년)
- 분노의 캠퍼스 (1989년)

### 텔레비전
- 두 얼굴의 사나이 - 애니메이션 시리즈 (1996년)
- ER (1994년)
- LA 로 (1986년)